# Iglesia de Nuestra Señora de los Ángeles (Paniza)
La iglesia de Nuestra Señora de los Ángeles en Paniza (provincia de Zaragoza, España) es una iglesia mudéjar de la segunda mitad del siglo XVI con nave única, capillas laterales entre los contrafuertes y ábside poligonal en alzado, que en el siglo XVII sufrió un cambio de orientación, con la consiguiente construcción de un nuevo presbiterio. Además, se redecoró interiormente con yeserías de tradición mudéjar y se abrió una nueva portada.
Tanto las capillas laterales como la nave central, más elevada, se hallan recorridas exteriormente en su parte alta por una galería de arcos. La galería inferior se encuentra abierta por arcos de medio punto sencillos, mientras que la superior presenta arcos de medio punto doblados. Además en el muro meridional se observan algunos motivos decorativos mudéjares, como, por ejemplo, esquinillas, cruces y lazos.
La torre se encuentra situada en el ángulo noroccidental de la construcción y presenta estructura interna cristiana. Su planta es mixta, siendo el primer cuerpo cuadrado y el segundo octogonal, realizándose la transición entre ambos por medio de torreoncillos de ángulo.
El cuerpo inferior aparece dividido en tres zonas por impostas y presenta decoración a base de aspas, rombos y esquinillas, mientras que el cuerpo superior combina los mismos motivos con vanos ciegos y abiertos en arco de medio punto. La parte superior de este cuerpo y el remate son fruto de la citada reforma barroca.